# Бетсі Палмер
Патріша Бетсі Грунек (англ. Patricia Betsy Hrunek), відома як Бе́тсі Па́лмер (англ. Betsy Palmer; нар. 1 листопада 1926, Іст-Чикаго, Індіана — пом. 29 травня 2015, Данбері, Коннектикут) — американська акторка кіно і телебачення.

## Життєпис
Народилася в Іст-Чикаго, Індіана у родині вихідця з Чехії. Закінчила Університет Де Поля, а в 1951 році дебютувала як акторка у телевізійній мильній опері «Міс Сьюзен». 
Популярність у телеаудиторії здобула участю в телешоу «У мене є таємниця», у якому знімалася з 1958 року до його закриття в 1967 році. 
На великому екрані Палмер дебютувала у 1955 році у біографічній драмі Джона Форда «Довга сіра лінія», де головні ролі виконали Тайрон Павер і Морін О'Хара. У тому ж році вона знову знялася у Форда у комедії «Містер Робертс» у компанії Генрі Фонди, а також у драмі «Королева бджіл» з Джоан Кроуфорд. Через два роки акторка знову з'явилася у компанії Фонди у вестерні «Жерстяна зірка», який номінувався на «Оскар» за найкращий оригінальний сценарій.
Широку популярність Бетсі Палмер принесла невелика роль Памели Вурхіз, матері Джейсона, у знаменитому фільмі жахів 1980 року «П'ятниця 13-те». Через рік вона знову втілила цей образ у другій частині фільму. Пізніше в з інтерв'ю Палмер зазначила, що відчувала огиду до фільму, вважаючи, що його ніхто не дивитиметься, і погодилася на роль лише через гроші, потрібні на покупку нового автомобіля. У 2003 році Палмер запропонували знову зіграти місіс Вурхіз у фільмі «Фредді проти Джейсона», але вона відмовилася через низький гонорар. У подальші роки Бетсі Палмер продовжувала зніматися на телебаченні, де у неї були ролі у телесеріалах «Вона написала вбивство», «Тиха пристань» і «Чарльз у відповіді», а також періодично з'являлася на великому екрані, і грала на театральній сцені.
У 1954 році Палмер одружилася з педіатром Вінсентом Джеєм Мерендіно, від якого у 1962 році народила доньку. У 1971 році вони розлучилися.
Бетсі Палмер померла 29 травня 2015 у віці 88 років у госпісі міста Данбері, штат Коннектикут.

## Вибрана фільмографія
| Рік       |   | Українська назва           | Оригінальна назва      | Роль                  |
| --------- | - | -------------------------- | ---------------------- | --------------------- |
| 1955      | ф | Королева бджіл             | Queen Bee              | Керол Лі Філліпс      |
| 1980      | ф | П'ятниця, 13-те            | Friday the 13th        | місіс Памела Вурхіз   |
| 1981      | ф | П'ятниця, 13-те, частина 2 | Friday the 13th Part 2 | місіс Памела Вурхіз   |
| 1985—1989 | с | Вона написала вбивство     | Murder, She Wrote      | Валері / Лайла Норріс |
| 1998      | с | Журнал мод                 | Just Shoot Me!         | Ронда                 |